# 閉塞性細気管支炎
閉塞性細気管支炎（へいそくせいさいきかんしえん、BO）また非公式通称であるポップコーン肺は、炎症により最小の肺(細気管支)の気道が閉鎖される病気である。症状は、乾いた咳、息切れ、喘鳴、疲労感である。これらの症状は大概数週間から数ヶ月経つに連れ悪化する。これらは閉塞性細気管支炎肺炎とは関連しない。
原因は有毒ガスの中での呼吸、呼吸器感染症、膠原病、骨髄または心肺移植の手術後などである。 症状は毒性暴露2週間から8週後まで発生しないことがある。その根本的なメカニズムには炎症によって瘢痕（はんこん）が形成されるせいである。 診察にはCTスキャン、肺機能検査、肺の生検で診断される。 胸部X線写真は正常な肺と同様に見られる。
治療による疾患の可逆性はないが、症状の進行を遅らせることができる。 治療にはコルチコステロイドまたは免疫抑制薬が使われる。肺移植が試みられる場合もある。治療成功率は極めて低くほとんどの患者は数ヶ月から数年で死に至る。
閉塞性細気管支炎は一般的には希な病気であるが、肺移植手術後から10年間で約75%の患者に発症し、骨髄移植手術を受けた10%の患者に発症する。この病状がはっきりと解明されたのは1980年である。早くて1956年には病状に関する記述がある。